# المنفى والملكوت (رواية)

المنفى والملكوت (ألبير كامو) 1957

المنفى والملكوت (بالفرنسية: L'exil et le royaume) مجموعة قصص للكاتب الفرنسي ألبير كامو (1913 – 1960) الجزائري المولد، والحائز على جائزة نوبل، صدرت عام 1957، يحتوي الكتاب حوالي 200 صفحة  تتضمن 6 قصص قصيرة هي (المرأة الزانية - المارق - الرجال الصامتون - الضيف - الفنان يعمل - الحجر النامي)، الموضوع الأساسي لهذه القصص هو الشعور بالوحدة الإنسانية والشعور بالغربة والعزلة في المجتمع. يكتب كامو عن الغرباء الذين يعيشون في الجزائر الذين يقفون على جانبي الفجوة بين العالم الإسلامي وفرنسا.

## المرأة الزانية
يروي «كامو» أحداث يوم واحد في حياة السيدة الفرنسية الشابة «جانين» التي تستقل حافلة نقل الركاب بين المدن الجزائرية بصحبة زوجها «مارسيل»، ويسترسل في وصف تأملاتها في كل ما حولها طوال رحلة الحافلة حيث يكتب:
«حومت ذبابة في الدقائق الاخيرة في فضاء حافلة الركاب على الرغم من إن النوافذ كانت مغلقة تمام الإغلاق طيلة الوقت. وكان منظرها عجيباً فهي تطير غادية ورائحة بجناحيها المتعبين دون أن يسمع لها صوت. وكانت جانين ترقبها بعينيها ثم ما فتئت أن فقدت أثرها لتعثر عليها بعد قليل وقد هبطت على كف زوجها الهادئة. وكان الطقس بارداً والذبابة ترتعش مع كل دفقة من دفقات الرياح الرملية التي تهب على زجاج النافذة. ومضت الحافلة في تلك الساعة المبكرة من صباح يوم من أيام الشتاء، الخافتة الضوء، تملأ الأرض بضوضائها... ورنت جانين إلى زوجها مارسيل الذي بدا وقد خط الشيب فوديه ولمّته التي انسدلت فوق جبينه الضيق وبانفه المفرطح وفمه الرخو وكانه إنسان سكير... وكانت الحافلة ملأى بالأعراب الذين التفوا بعباءاتهم. وراحوا يتظاهرون بالنوم العميق وكان بعضهم قد ثنى ساقيه على المقعد تحته وأخذ يتأرجح مع حركة السيارة واهتزازها. وشرعت جانين تضيق بهذا الصمت الذي يلفّهم... وأحست جانين فجأة بعينين تكادان تلتهمانها فالتفتت إلى المقعد القائم بجانبها عبر الممر ورأت إنساناً. إنه ليس من الأعراب وقد أدهشها إنها لم تحس بوجوده منذ البداية. كان يرتدي زي الفوج الفرنسي العامل في الصحراء وقد وضع على رأسه قبعة من الكتان غير الابيض تعلو وجه. خرجت جانين من الحافلة وما كادت تصل إلى الرصيف حتى ترنحت في مشيتها... والتفتت إلى مارسيل، ورأت الجندي يخطو باتجاهها وتوقعت منه أن يبتسم لها أو يحييها ولكنه مر بها دون أن يتطلع اليها  ومضى في طريقه فإختفى عن انظارها. وكان مارسيل مشغولاً بانزال الحقيبة التي تضم بضائعه عن سطح السيارة ولم يكن هذا بالأمر الهين فالسائق هو الوحيد الذي بوسعه أن يعنى بالحقائب».
يسترسل كامو في الغوص في خيالات بطلته «جانين» التي تشعر بالوحدة والغربة والبرودة من الطقس ومن فراغ العاطفة ويكتب:
«وقالت لمارسيل الذي كان مشغولاً بالصراخ مع السائق» أنا ذاهبة إلى الفندق«، ودخلت الفندق، وهب المدير الفرنسي، وهو رجل نحيل البنية ضئيلها يستقبلها فقادها إلى شرفة في الطابق الثاني تطل على الشارع ومنها إلى غرفة لم تر فيها الا سريراً حديدياً ومقعداً أبيض مطلياً بالميناء وخزانة للملابس لا أبواب لها... وجرت نفسها على الرغم منها إلى المطعم، مع زوجها الذي غدا فجأة صامتاً... نعم لماذا جاءت؟ وهنا بعد أن وجهت لنفسها هذا السؤال، أغفت، وراحت في سبات عميق... إنها تقع تحت عبء ثقيل أكتشفته الآن».
يصف «كامو» هروب بطلته من واقعها البارد إلى خيالها الذي لا يتحقق، واحتياجها لمتعة وإن كانت محرمة وفي الخيال فقط ويقول:
"ونهضت بهدوء، ووقفت دون حراك بجانب السرير، تصغي إلى صوت تنفس زوجها العميق... وتسللت إلى الخارج... إنها أدركت مع تقدمها التدريجي، أساس وجودها، حيث يلتقي البرد والشهوة، فيتباريان في التأثير عليها... وكانت تنتظر من قلبها الخافق أن يهدأ... وانبعثت من أحاسيسها الخفية، في مركز وجودها، انطلاقات متموجة من اللذة، موجة تتبع أخرى متصاعدة إلى فمها الذي امتلاً بالتأوهات. وامتدت السماء في اللحظة التالية فوقها اذ سقطت على ظهرها فوق هذه الأرض الباردة. وعندما عادت جانين إلى الغرفة متخذة نفس الاحتياطات التي اتبعتهاعند خروجها لم يكن مارسيل قد أفاق من نومه ولكنه أحدث صوتا عالياً بعد لحظات من صعودها إلى الفراش وبعد ثواني كان يجلس إلى جانبها. لقد حدثها ولكنها لم تفهم شيئاً مما قاله. فنهض واشعل الضوء الذي سبر عينيها. وترنح متعبا إلى حوض الاغتسال حيث شرب جرعة كبيرة من زجاجة المياه المعدنية. وكان على وشك أن ينزلق بجسمه بين الاغطية. بعد أن وضع إحدى ركبتيه على السرير عندما تطلع إليها دون أن يفهم شيئاً. لقد رآها تبكي بحرقة وهي عاجزة عن كبت دموعها وعواطفها. ثم سمعها تقول له: "لا شيء يا عزيزي لا شيء".

## المارق
يقدم «كامو» قصة رجل دين يعمل في «التبشير» وعدم وصوله لقناعة تجعله يستمر في مهمته التبشيرية. كتب «كامو»:
يا له من إرتباك ! أجل يا له من إرتباك ! فعلى أن أرتب فكري وأن أنظمه. فمنذ اللحظة التي
قطعوا فيها لساني وأنا أشعر بلسان آخر يهتز في مكان ما من رأسي... إنني أنتظر بفارغ الصبر وصول المبشر الذي سيأتي ليحل محلي. وها أنا أقف على الطريق على بعد ساعة من تاغاسا مختفياً وراء كومة من الصخر وإلى جانبي بندقية قديمة... كنت أثق بذلك القس الذي كان يحدثني كل يوم عن معبد اللاهوت ويثقفني في شؤون الدين فقد كان لديه وقت فراغ طويل في تلك المنطقة البروتستانتية... ثمة أمور يجب أن أسويها معه ومع أساتذته، اجل مع أساتذتي الذين خدعوني، بل مع أوروبا القذرة جميعها، فقد خدعني الكل. إن كل ما استطاعوا قوله لي أن على أن أمضي في أعمال التبشير وأن أمضي إلى المتوحشين قائلاً لهم: «ها هو الرب. إنظروا اليه انه لا يضرب ولا يقتل بل يصدر أوامره في صوت خفيض ويدير خده الآخر، إنه أعظم المعلمين فاختاروه».
يصف «كامو» إزدياد إحساس بطل قصته بالغربة، وعدم إيمانه بما يحدث حوله قائلاً:
«ذلك القس النصف اعمى الذي جاء متقاعداً إلى ديرنا... لقد ضربوه بالسياط وأخرجوه إلى الصحراء بعد أن ملأوا الجراح التي أثخن بها بالملح كما ملأوا فمه بالملح أيضاً وقد رآه بعض البدو فشعروا للمرة الوحيدة بالرأفة عليه كفلتة من فلتات الحظ وبدأت منذ تلك اللحظة أحلم بهذه القصة... نفس الهدوء الذي سمعته قبل سنوات والذي تلقاني بالتحية عندما إقتادني الحرس إليهم في ضوء الشمس، في وسط الساحة الرئيسية الي ترتفع منها الشرفات المتراكزة بصورة تدريجية نحو جفن السماء الزرقاء الجالسة على طرف الحوض وهناك ألقى بي على ركبتي... وأضحيت شاحبا من التعب والدم ينزف من اذني من الضربة التي وجهها إلي دليلي... وقضيت بضعة أيام في ظلمة بيت الأصنام الحالكة جالس القرفصاء كما أجلس اليوم في ظل هذه الصخرة والنار من فوق رأسي... فتح الباب أخيراً على مصراعيه... وظللت أضحك والدماء تغرقني... بدأ الاضطراب في رأسي ثم رفعوني وأرغموني على النهوض بعيني لاتطلع بهما إلى الصنم، وكنت قد توقفت عن الضحك وعرفت إنهم قد كرسوني له لأخدمه وأعمده...  ظللت متورم الوجه منهوك الذاكرة أحاول الصلاة لهذا الصنم الذي لا أرى غيره والذي على الرغم من بشاعة وجهه كان أقل بشاعة مما تبقى في العالم... وأبصرت بهم جميعاً يدخلون... يأخذون في ضربي بضراوة وعنف على العضو الخاطئ من جسدي ولكن أية خطيئة؟ ... وبدأوا يطرقون بى الجدار وأمسكت يد فولاذية بفمى بينما فتحت يد أخرى فمي واستلّت لساني حتى نزفت... أحسست بآلة قاطعة باردة تمر على لساني أخيراً، وعندما أفقت من غيبوبتي وجدتني وحيداً مع الليل وقد التصقت بالجدار... لكنني لم أمت... شعور جديد من الكراهية... خطوت نحو باب المحراب».
ينفصل بطل «كامو» عن واقعه، ويصبح المنافق، الكاذب، في محاولة لإنقاذ نفسه:
"كرهت قومي وكان الصنم هناك ومن أعماق ذلك الحجر الذي كنت فيه عملت أكثر من الصلاة للصنم، فقد آمنت به كفرت بكل ما كنت أؤمن به حتى تلك الساعة... وقررت آنذاك أن أتبدل، وأدركوا هم تبدلى إذ أخذت أقبل ايديهم عندما أراهم، وصرت أقف دائمًا إلى جانبهم... آه ايتها الوحدة لا تتخلي عنى، هنا، من أنت أيها الإنسان الممزق ذو الفم الدامي؟ إنه أنت أيها الساحر لقد هزمك الجنود إن الملح يحترق هناك، إنه أنت يا سيدي الحبيب، إنزع عنك ذلك الوجه الذي يحمل صورة الكراهية، وكن طيبا الآن، فقد أخطأنا في الماضي وسنبداً من جديد وسنعيد بناء مدينة الرحمة. أريد أن أعود إلى وطني، نعم ساعدنى، هذا حسن، أعطني يدك.

## الرجال الصامتون
قصة عامل ماهر في إحدى المصانع الفرنسية يعيش في توازن، ويصفه كامو قائلاً:
كان الوقت شتاء، ومع ذلك كانت الشمس مشرقة على المدينة النابضة بالحياة، وعلى طرف الرصيف التقى البحر والسماء في ضوء واحد يبهر الأبصار ولكن "ايفيرز" لم ير شيئا من ذلك إذ كان يركب دراجته النارية ماشياً ببطء على "البوليفار" الممتد فوق الميناء".
يصف «كامو» طبيعة عمل بطل قصته وإيمانه بما يفعل قائلاً:
«يصل بين القطع المحنية التي تصنع منها البراميل، ثم يحكم وثاقها في النار بأطواق حديدية إحكاماً سديداً دون أن يقيدها بالدسار، أو يربطها بالالياف، إنسان نادر، وكان ايفيرز يدرك في نفسه هذه الميزة ويعتز بها كل الاعتزاز، وليس من المهم أن يغير الإنسان حرفته؛ ولكن أن يتخلى عمّا يعرفه من مهنة هو أستاذ فيها، فهذا ليس بالأمر السهل، وامتلاك هذه المهارة مع البقاء دون عمل شيء قاتل لا سيما إذا تحتم عليك أن تستقيل لكن الاستقالة ليست بالشيء الهين أيضاً، ومن الصعب على الإنسان أن يطبق فمه وأن لا يتمكن من الخوض في البحث بصورة صحيحة، ثم يسير في نفس الطريق كل صباح مع إزدياد في الإنهاك والتعب ليجد نفسه في نهاية كل أسبوع وقد حصل على مجرد ما يردون إعطاءه له وهو مبلغ أقل بكثير مما هو أهل له».
يصف «كامو» غضب العمال من صاحب العمل وضعف رواتبهم فيقول:  
«وهكذا فقد غضبوا وتردد اثنان أو ثلاثة لكن الغضب سرعان ما امتد اليهم  بعد الحديث الأول الذي دار بينهم وبين صاحب العمل فقد قال لهم بصلافة أن عليهم أن يقبلوا برواتبهم أو يتركوا العمل ... استمر الإضراب عشرين يوما ... ونصحهم الاتحاد في النهاية بالتسليم والعدول عن الإضراب  مقابل وعد التحكيم والتعويض ... وقد قرروا العودة إلى العمل ... ضغط ايفيرز على الدواسة الوحيدة في دراجته وبدا له مع كل دورة من دورات عجلتها إنه يخطو نحو الكهولة بعض الوقت ولا يستطيع التفكير بالمصنع ولا بزملائه العمال، أو بصاحب العمل الذي سيراه عما قريب والذي سيشعر عندما يراه بكآبة في فوّاده ...  ورأى ايفرز على الفور أبواب المصنع مقفلة وأمامها يقف عدد من العمال صامتين، وكانت هذه المرة الأولى منذ بدأ عمله في هذا المصنع يجد الأبواب مغلقة عندما يصل إلى عمله ... فتح الباب المؤدي إلى المصنع القديم في تلك اللحظة بالذات ووقف المسيو لاسال صاحب المصنع على عتبة الباب ...  لكن أيا من العمال، على كل حال، لم يرد على التحية».
يصل «كامو» إلى مرحلة قبول العمال للأمر الواقع ومن ثم تحولهم إلى رجال صامتين كلاً منهم معزول في قوقعته الخاصة وحيداً:
"وعندما عاد إلى المصنع كان العمال يتناولون غدائهم ... أحس ايفيرز بالألم يحز في ظهره وهو منحن على عمله وكانت العادة ان لا يزوره هذا الألم الإ في ساعة متأخرة من النهار، ولكن يبدو أن الافتقار إلى التمرين خلال هذه الأسابيع التي انقضت من البطالة قد تركت مفعولها ... وارتدى ايفرز ثيابه دون أن يغتسل وحياهم تحية المساء من جماع فؤاده فردوا على تحيته بحرارة وخرج بسرعة فاستقل دراجته ومضى بها شاعراً بالألم يحز في ظهره ... لم يتحرك متطلعاً إلى البحر حيث بدأ الشفق في الغياب بين طرفى الأفق البعيد وقال محدثاً نفسه: "إنها غلطته"، "آه لو كان لا يزال شاباً، وكانت فيرناند شابة أيضاً، لذهبا بعيداً عبر البحر".

## الضيف
يروي «كامو» قصة «دارو» ناظر المدرسة الفرنسية بالجزائر، أثناء الاحتلال الفرنسي للجزائر، يأتيه شرطي وبصحبته رجل عربي مقيد:
«كان ناظر المدرسة يراقب الرجلين وهما يصعدان متجهين اليه، وكان أحدهما يمتطي صهوة جواد، والآخر يسير على قدميه، ولم يكونا قد تغلبا بعد على الصعود الفجائي المؤدي إلى دار المدرسة ... عاد «دارو» بعد ان أحس بالدفء إلى النافذة التي رأى منها الرجلين لأول مرة. لقد إختفيا ولم يعودا يظهران. لا ريب إنهم قد بدءا بالصعود ... عاش دارو ... كراهب في مدرسته النائية قانعاً إلى حد كبير بالقليل الذي يملكه وبالحياة الخشنة التي يعيشها ... وخطا نحو الشرفة الواقعة أمام دار المدرسة ورأى الرجلين قد أصبحا الآن في وسط المنحدر وتبين أن الفارس لم يكن الا الدركي الشيخ» بالدوكي«الذي عرفه منذ عهد بعيد، وكان بالدوكى يسحب بحبل في يده عربيا يسير وَرَاءه، وقد ربطت يداه، وخفض رأسه ... استغرق في التفكير بهذا العربي الذي يرتدي (جلابية) زرقاء ناحلة وقد وضع في قدميه زوجاً من الصنادل تغطيها جزات من الشعر الكثيف الخام، وعلى رأسه لبدة قصيرة ضيقة ... وترجل بلدوكى بمشقة عن جواده دون أن يتخلى عن الحبل الذي يربط العربي، وافتر ثغره تحت شاربه الخشن عن ابتسامة طالع بها الناظر».
يقدم «دارو» الشاي للشرطي والسجين: "مد دارو يده بقدح الشاي إلى السجين، تردد، إذ أبصر بيديه الموثقتين وقال: "قد يكون من الأفضل حل وثاقه، فرد بلدوكي بقوله: "طبعاً، لقد كان الوثاق للرحلة". وأراد للدركي أن ينهض على قدميه ولكن دارو وضع القدح على الأرض وركع بجانب العربى، الذي أخذ يراقبه بعينيه الحمومتين دون أن ينبس ببنت شفة، ولما وجد يديه طليقتين شرع يفرك رسغيه المتورمين ثم تناول قدح الشاي وبدأ يرشف السائل الغالي رشفات سريعة متلاحقة".
يطلب الشرطي من «دارو» اصطحاب السجين إلى قرية تبعد 20 كيلومتراً متذرعاً بضيق وقت الشرطة واحتياجهم لمن يوصل السجين الذي قتل أحد أقاربه أثناء نزاع عائلي، وتوقع الفرنسيين لثورة جزائرية في أي وقت. يودع دارو الشرطي ويغفو:
«وعندما نهض من استلقائه لم يسمع صوتاً في غرفة الدراسة، وأدهشه ما طرأ عليه من إحساس نقي من الفرح استخلصه من مجرد التفكير بأن العربي قد هرب وأنه عاد وحيداً وليس بحاجة إلى اتخاذ أي قرار، لكن السجين ما زال هناك وكل ما فعله هو أنه استلقى بين المدفئة والنضد، وكان يتطلع بعينيه المفتوحتين إلى سقف الغرفة وقد بدت شفتاه الغليظتان في هذا الوضع  بصورة واضحة للغاية، مكسبتين إياه منظر التجهم والعبوس ... قال الناظر:» هل أنت جائع«، فرد السجين:» نعم«، وأعد دارو المائدة لاثنين».
ينام الناظر ليلته والسجين نائماً دون مشاكل تعكر صفو الليلة، ويكتب «كامو»:
«كان دارو قد أعد القهوة، وجلسا معا على السرير يحتسيانها ويقضمان قطعاً من الكعكة ثم قاده دارو من يده إلى الكوخ حيث أرشده إلى المكان الذي يغتسل فيه ... كان يشعر بالثورة على جريمة ذلك الرجل البليدة، ولكن تسليمه أمر يخالف الشرف. وكان مجرد التفكير في ذلك يبعث في نفسه شعوراً من الاذلال، وبدأ يشتم في نفس اللحظة جماعته الذين بعثوا بهذا العربى إليه، كما شتم العربي أيضاً لانه اجترأ على القتل، ولم يتمكن من الهرب».
يسترسل كامو في وصف رحلة الناظر والسجين في اتجاه القرية المقصودة ويكتب:
«فحص دارو الاتجاهين ولم يبد فيها إلا السماء متصلة بالأفق فلا حركة ولا إنسان فيها، والتفت إلى العربي الذي كان يتطلع اليه بسذاجة، ومد دارو يده إليه بالربطة التي يحملها وقال:» خذها، ففيها تمر وخبز وسكر، وستكفيك يومين إثنين، وخذ هذه الألف من الفرنكات أيضاً، وتناول العربي الربطة والمال ... «هذه هي الطريق إلى تنغويت وفي وسعك أن تصل بعد ساعتين، وستجد في تنغويت الإدارة ورجال الشرطة في انتظارك»، وتطلع العربي باتجاه الشرق وهو ما زال يحمل الربطة والمال على صدره، وأمسك دارو بكوعه وأداره بخشونة نحو الجنوب ... قال دارو: «وهذه الطريق تجتاز الهضبة فإذا واصلت السير فيها يوماً كاملاً، وصلت إلى المراعي وقابلت أول القبائل الرحل، وسيرحبون بك ويأخذونك في ضيافتهم طبقاً لشريعتهم، والتفت العربي في هذه اللحظة إلى دارو وبانت في تقاطيعه تعبيرات واضحة من الخوف والفزع وقال:» اسمع«، ولكن دارو هز رأسه وقال:» لا .. اصمت .. أنني سأتركك الآن«، وأدار له ظهره وخطا خطوتين واسعتين باتجاه المدرسة ثم التفت إلى العربي متردداً لحظة واحدة بعد أن رآه جامداً في مكانه واستأنف سيره، وانقضت بضع دقائق لم يسمع فيها إلا وقع خطاه على الأرض الباردة ولم يلتفت وراءه ولكنه بعد لحظة استدار ليتطلع إلى العربي فرآه لا يزال واقفاً عند طرف التل وقد تدلت يداه وهو ينظر إلى ناظر المدرسة، وأحس دارو بشيء في حلقه ولكنه شتم معرباً عن فروغ صبره ولوح بيده ومضى ثانية في سيره، وقطع مسافة طويلة قبل ان يتوقف ثانية لينظر خلفه، ولم يجد هذه المرة احداً على التل وتردد دارو. وكانت الشمس قد ارتفعت عالية في السماء ... ورأى دارو، في ذلك اللألاء من وهج الشمس، بقلب افعمه الاسى، العربي وهو يسير بخطو بطيء في طريقه إلى السجن، وبعد قليل وقف الناظر أمام نافذته في غرفة الدرس يرقب الضوء الساطع وهو يغمر سطح الهضبة كلها، فلم يستطع تميز هذا الضوء رغم شدة إشراقه، وظهرت على اللوح الأسود وراءه بين أنهار فرنسا الكلمات التالية وقد كتبت بالطباشير:» لقد سلمت أخا لنا، وستدفع ثمن ذلك غالياً«، وتطلع دارو إلى السماء وإلى الهضبة وإلى ما وراءها من أراض لا يحدها النظر تمتد بعيداً إلى البحر، وشعر بوحدته في هذا المنظر الطبيعي الذي طالما أحبه».

## الفنان يعمل

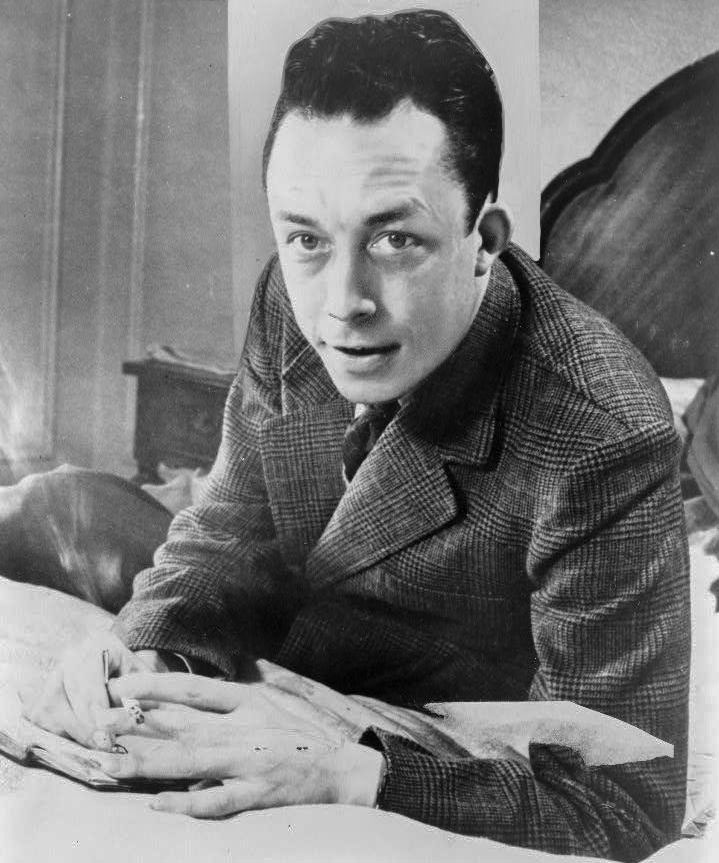
ألبير كامو (1913 – 1960)

آمن جيلبرت يوناس، الرسام، بطالعه، ومن الحق ان يقال، إنه لم يؤمن بشيء آخر على الرغم من إحساسه بالاحترام، وحتى بنوع من الإعجاب بما يدين به الآخرون، لكن عقيدته على كل حال لم تكن لتفتقر إلى الفضائل، اذ أنها تتلخص في الاعتراف اعترافاً غامضاً بأنه سيحصل على الكثير مع أنه لا يستحق شيئا، وكنتيجة لذلك فعندما اختلف عدد كبير من النقاد، فجأة، وكان هو في الخامسة والثلاثين، آنذاك، في الشخص الذي يرجع اليه الفضل في اكتشاف مواهب الفنان، لم يبد جيلبرت اية دهشة، لكن رصانته، التي يعزوها البعض إلى الغرور والكبرياء، نجمت، على النقيض، عن التواضع الواثق المطمئن، فقد عزا يوناس كل شيء إلى طالعه لا إلى مواهبه وكفاءاته، وقد دهش إلى حد ما عندما عرض عليه  أحد تجار الصور راتباً شهرياً يحرره من كل هم وقلق. واشار المهندس المعماري رايتو إلى يوناس الذي كان يحبه كما يحب طالعه، منذ ايامهما المشتركة في المدرسة، بأن هذا الراتب لا يكاد يفي بمستلزمات الحياة البسيطة العادية، وأن التاجر لا يجازف بشيء في عرضه، لكن يوناس ارتضى بالعرض قائلاً: "سأقبل به مهما كان"، لكن رايتو، الذي نجح بفضل عمله المجد الكادح في كل ما أقدم عليه، انب صديقه على قناعته قائلا: "ماذا تعني بأنك ستقبل به مهما كان ؟ عليك ان تساوم . لكن تأنيبه لم يجد، واتجه يوناس إلى فؤاده، إلى طالعه بالشكر والحمد وقال للتاجر: "حسناً، كما تريد"، ثم تخلى عن وظيفته في دار النشر التي يملكها أبوه للتفرغ بكليته للرسم قائلا لنفسه: "يا له من حظ حسن".
يواصل كامو وصف بطل قصته الذي يعتمد فقط على الحظ وما يأتيه بدون بذل المجهود، وقد تزوج لويز التي تجتهد وتعطيه نتائج اجتهادها دون عناء منه، فيقول:
«تجد غالباً يوناس وقد امسك بالرضيع في إحدى يديه وبفراشي الرسم في اليد الأخرى ومعها جهاز الهاتف الذي ينقل اليه دعوة صديقه إلى الغداء، وكثيراً ما دهش يوناس من رؤيته أحد الناس راغاً في تناول الغداء معه، ذلك لأن حديثه كان بليداً جامداً... أصبح ليوناس الآن طلابه وتلامذته، وقد دهش في بادئ الأمر من ان يتعلم على يديه أي إنسان وهو نفسه ما زال في مرحلة الاستكثاف، فشخصية الفنان عنده ما زالت تتلمس طريقها في الظلام فكيف بوسعه ان يرشد الآخرين إلى الطريق السوي ... لا يمضي يوم واحد دون ان يأتي احدهم بصورة وهو ينتظر بالطبع رأي استاذه، وكان يوناس حتى تلك اللحظة دائم الخجل بصورة خفية من عجزه الجوهري عن الحكم على عمل فني ... من حسن حظه ان سمعته كانت تتضخم كلما قل انتاجه، وكان الناس ينتظرون كل معرض من معارضه بفارغ الصبر، وتكتب عنه مقالات الإجلال والتعظيم قبل افتتاحه ... بدأت شخصيات المجتمع تلتف من حوله ... وجاء راتيو بعد ظهر يوم من أيام السبت حاملا معه مجففة ثياب رائعة يمكن تعليقها في سقف المطبخ، ووجد الشقة مكتظة ويوناس جالس في غرفته الصغيرة محاطا بمحبي الفن يرسم السيدة التي أهدته الكلبين، بينما يقوم فنان رسمي برسم صورته، وذكرت لويز ان هذا الرسام منتدب من الحكومة ليرسم صورة اسمها» الفنان يعمل«، وانسحب راتيو إلى زاوية من الغرفة ليرقب صديقه وهو يبدو مستغرقاً في عمله، ومال عليه أحد محبي الفن، وهو لا يعرفه، وقال:» انه يبدو رائعا أليس كذلك«ولك يرد راتيو بينما استطرد الآخر يقول:» اعتقد انك ترسم ايضاً، انني ارسم، حسنا، صدقني، لقد بدأ في دور التأخر والانحطاط«، وتساءل راتيو» ابمثل هذه السرعة ؟ فقال الفنان الغريب: «نعم انها سبة النحاح، ليس في وسعك ان تقاوم النجاح، لقد انتهى، وهو إما ان يكون في طريق الهبوط، أو انه انتهى، فالفنان الذي يبدأ في الهبوط قد انتهى، انظر، ليس فيه أي شيء، يمكنه من ان يمضي في الرسم، يرسمونه الآن وسيعلقون صورته في المتحف ... ومضى الأطفال في طريق النمو ويوناس سعيد بأن يراهم اصحاء سعداء وأخذوا يذهبون إلى المدرسة ويعودون منها كل يوم في الساعة الرابعة، وكان في وسع يوناس ان يتمتع بصحبتهم بعد ظهر أيام السبت».
يصل كامو إلى مرحلة نهاية بطله فيكتب:
«بدأت سمعته في الوقت نفسه تسير في طريق الهبوط، وشرع يقرأ في الصحف، التي يأتون بها اليه، مقالات ملآى بالتحفظات، أو أخرى تحمل طابعاً غير ودي بصراحة، أو ثالثة ملآى بالهجوم القذر مما يثير في نفسه الألم العميق، وكان يقول لنفسه ان هذه الحملات قد تؤدي إلى الخير، إذ ترغمه على تحسين إنتاجه ... وأخذ الذْين واصلوا زيارته من اصدقائه ومن الفنانين يعاملونه معاملة لا تكلّف ... وعندما كان يعرب عن رغبته في العودة إلى العمل كانوا يقولون له:» أوه .. لا يزال أمامك وقت طويل«، وادرك يوناس أنهم إلى حد ما أخذوا يضمونه إلى زمرتهم من الفاشلين ... حل اليوم الذي فاجأه فيه التاجر باضطراره آسفاً إلى تخفيض الراتب نظراً للهبوط الذي طرأ على بيع لوحاته ... حل شهر أيلول وأصبح الأطفال بحاجة إلى الملابس الجديدة للذهاب إلى المدرسة ... حاول في غضون الأيام التالية ان يعمل في الصالة، وانتقل بعد يومين إلى غرفة الحمام مستخدماً الضوء الكهربائي ثم إلى المطبخ في اليوم التالي».
يفشل بطل كامو ويعتقد أن العزلة عن الناس هي الحل:
«وأقام من الألواح التي أتى بها منصة على الحائط ضيقة ولكنها عميقة وعالية، وعندما جاءت ساعات بعد الظهر، كان كل شيء قد انتهى، واستعان يوناس بالسلم ليعلق نفسه بالمنصة ليختبر متانتها فوجدها قوية ثابتة، وعاد إلى الآخرين فاختلط بهم وفرحوا جميعاً بعودته إلى سابق عهده من الألفة والود، وعندما خلت الشقة من الناس في المساء حمل يوناس بمصباح غازي ومقعد وحاملة ولوحة للرسم، وحمل جميع هذه الحاجيات إلى المنصة ... ظل راتيو الصديق الوحيد الذي يؤم البيت بإخلاص فيرتقي السلم إلى أن يرتفع رأسه الودود الكبير فوق أرض المنصة ويبادر صديقه بقوله:» كيف تسير الأمور معك«فيرد هذا بانها مدهشة، ويسأله راتيو:» وهل تشتغل«، فيرد يوناس:» تماماً، كالشغل عين النتيجة، ويقول راتيو: «ولكن ليست لديك لوحة»، فيرد هذا قائلا: «إنني أعمل على كل حال».
يكتب كامو الخاتمة قائلاً:
«واستدعى يوناس راتيو ذات ليلة فجاء هذا راكضاً، وكان يوناس قد أشعل الضوء لأول مرة وأخذ يطل من المنصة وقال:» أعطني لوحة«، وقال راتيو:» ولكن ماذا دهاك! انك تبدو نحيلاً للغاية، بل انك كالشبح«، فرد يوناس:» انني لم اتذوق شيئاً منذ يومين، ولكن هذا لا يهم مطلقاً يجب ان اعمل ... . وعندما أوشك يوناس على الاختفاء في منصته قال: «وكيف هم؟»، «من هم؟»، «لويز والأطفال؟»... وبدأ نهار جميل لكن يوناس لم يحس به، فقد أدار اللوحة إلى الحائط وظل جالسا في مكانه، وقد انهكه الاعياء، ينتظر ... واعلن الطبيب الذي استدعوه على التو بعد لحظات: «ليس الأمر خطيراً، انه يجهد نفسه في العمل، وسيمشي على قدميه بعد اسبوع». وقالت لويز وقد علا الأسى وجهها: «هل أنت واثق من أنه سيشفى؟»، فرد الطبيب قائلاً: «أجل سيشفى». وكان راتيو يتطلع في الغرفة الأخرى إلى اللوحة البيضاء الخالية التي كتب يوناس في وسطها مجرد حروف صغيرة، إذا جمعت إلى بعضها كونت كلمة واحدة، ولكنه لم يكن واثقا منها كل الثقة، وهل تعني «العزلة» أو «التضامن».

## الحجر النامي
يتابع كامو رحلة المهندس الفرنسي «داراست» بصحبة «سقراط» في سيارة تقلهم إلى شاطيء نهر حيث يصل زورق تنزلق السيارة إلى سطحه في رحلة أخرى خلال النهر الذي يجري وسط الغابات البرازيلية تمتد ثلاثة أيام. يصل الزورق، ويدفع داراست أجرة الزورق، لتواصل السيارة رحلتها إلى مدينة «ريجسترو» البرازيلية التي يعيش فيها المهاجرين اليابانيين، ومنها إلى «إيجواب» القريبة من «ساو باولو». ينتظرهم هناك أكبر شخصيات المدينة وعلى رأسهم رئيس البلدية والقاضي «كارفالهو» لمعرفتهم بأهمية المهندس الفرنسي الذي جاء لمشاريع شق الطرق وبناء الجسور، وكتب كامو:
قال داراست: "علام يعيش هؤلاء الناس الذين رأيناهم قبل قليل أيها الضابط"، إنهم يشتغلون عندما يطلب إليهم العمل - إننا فقراء"، "وهل هم أفقر أهل المنطقة ؟"، "نعم الأفقر". ووصل القاضي في تلك اللحظة ينزلق في حذائيه الجبلين فقال: "إن الفقراء قد بدأوا يحبون المهندس النبيل الذي سيقدم لهم فرص العمل" ومضى يقول إنهم يرقصون ويغنون في كل يوم ... وقال داراست دهشاً مستغرباً: "الا تدري؛ إنه عيد يسوع الطيب، وهم يأتون في كل سنة إلى الكهوف حاملين مطارقهم ... وقال سقراط: "أتدري ؟ في ذات يوم حمل النهر من البحر تمثال المسيح الطيب، لقد عثر عليه بعض الصيادين، آه ما أجمله، ما أجمل هذا التمثال، وجاءوا به فغسلوه في الكهف، وأخذ أحد الحجارة في الكهف ينمو شيئا فشيئاً، وفي كل سنة يحل العيد، ويذهب الناس بمطارقهم فيقطعون من الحجر أجزاء يحفظونها للبركة، ولتجلب لهم السعادة، وهذا الحجر يستمر في النمو، ويواصل الناس قطع أجزاء منه، إنها المعجزة"، وكانا قد وصلا إلى الكهف، وأبصرا بمدخله المنخفض، وراء الناس المجتمعين أمامه ينتظرون دورهم، ورأيا على ضوء الشموع في ظلمة الكهف شخصاً متعباً وهو يطرق الحجر بمطرقته، وخرج الرجل ... وقد حمل في كفه المفتوحة، حتى يراها الجميع، قطعة صغيرة من الصخر الرطب، سرعان ما أغلق عليها يده قبل أن يمضي. وأحنى رجل آخر هامته ودخل إلى الكهف. وإلتفت داراست في كل ناحية وإتجاه فرأى الحجاج من كل جانب ينتظرون دورهم، دون أن يتطلعون اليه، ولا يكترثون بالماء المتساقط من الأشجار في ألواح رقيقة، ووجد نفسه يقف أمام الكهف متعرضاً لنفس الغشاوة من الماء، وهو لا يدري سبباً لوقوفه، وها هو يقف أمامه باستمرار مدة شهر واحد، أي منذ هبطت قدماه أرض هذه البلاد، إنه ينتظر في حرارة الأيام الحمراء وتحت نجوم الليل الصغيرة على الرغم من المهام الملقاة على عاتقه، والسدود التي يجب أن يقيمها، والطرق التي يتحتم عليه أن يشقها".
تستمر أحداث اشتراك المهندس داراست مع الأهالي في طقوس عيد القديس جورجيوس:
«وكانت رؤوسهن تترنح جيئة وذهاباً وكأنها انفصلت عن أجسادهن المبتورة، وشرع الجميع في الوقت نفسه يعوون باستمرار عواء جماعياً لا نغمة فيه دون أن يتوقفوا لحظة واحدة ليستريحوا ... وأخذت النساء وهن يعوين يسقطن واحدة إثر أخرى ... عندما استيقظ داراست بعد سبات سيء، وكأنه يعاني فيه كابوساً، أحس بصداع شديد يكاد يعصف برأسه».
يتابع داراست حضور طقوس أهل البلدة وموكب يخرج من الكنيسة وتجمع كل الأهالي من حوله، ويصف ذلك كامو قائلاً:
«واخيراً ظهر تابوت متعدد الألوان تحمله عدد من وجوه البلدة وقد تصبب العرق منهم وهم يرتدون ملابسهم السوداء، وفى هذا التابوت تمثال المسيح الطيب نفسه، وهو يحمل قصبة في يده وقد وضع على رأسه تاجاً من الأشواك والدماء تنزف منه، وهو يترنح فوق الجماهير التي اصطفت على السلالم ... ووصل القاضي ورئيس الشرطة وداراست عبر الشوارع الخالية ... وانتظروا وقتا طويلا طيلة المدة التي قضاها داراست وهو يشعر بالإجهاد والدوخان يعودان إليه من جراء تطلعه المستمر إلى ذبذبات الشمس».
يستمر كامو في وصف الطقوس وداراست يرفع حجراً عن أحد الأهالي، ويحمله على رأسه، ويكتب كامو:
"شعر بوطأة الحجر على رأسه تؤلمه، واحتاج إلى كل ما في ذراعيه الطويلتين من قوة لتخفيف هذه الوطأة عن رأسه ... كانت قواه قد بدأت تخونه وكانت ذراعاه ترتجفان ... ووصل أخيراً إلى الساحة الصغيرة أمام كوخ الطباخ، فركض نحوها، وفتح باب الكوخ بقدمه، وقذف بالحجر إلى النار المتأججة في وسط الغرفة وهناك أخذ ينتصب بقامته حتى استقامت، وأخذ يعب بيأس من رائحة الفقر التي يعهدها ممزوجة مع الرماد، وشعر في نفسه بسرور طاغ ولاهث، ولم يستطع تسميته. وعندما وصل أهل الكوخ وجدوا داراست واقفاً وقد اتكأ بكتفيه على الجدار الأسود وأغلق عينيه، ورأوا في وسط الغرفة، في مكان الموقد الحجر، وقد غمر الرماد والأرض نصفه، وتوقفوا في الباب، دون أن يتقدموا، وهم يتطلعون إلى داراست صامتين، وكأنهم يوجهون الأسئلة اليه، ولكنه لم ينبس ببنت شفة ... وقعوا جميعا في دائرة صامتة حول الحجر، ولم يعكر صفو صمتهم شيء إلا همهمة النهر وهي تصل إليهم محمولة على الهواء الثقيل، ووقف داراست في الظلام مصغيا دون أن يرى شيئا، وبعثت أصوات المياه في نفسه سعادة غامرة، وأغمض عينيه فشعر بسرور إنه يستعيد قوته، وإنه يستعيد من جديد بداية أخرى للحياة . وإنطلق صاروخ ناري في تلك اللحظة، وبدا وكأنه صادر من مكان قريب، وابتعد الأخ قليلاً عن الطباخ، والتفت نصف التفاتة إلى داراست دون أن يتطلع إليه واشار إلى المكان الخالي قائلاً: "اجلس معنا هنا".

## نقد وتعليقات
كتبت باميلا سبيتس: «في عام 1957، قبل ثلاث سنوات فقط من وفاته المفاجئة في عام 1960، نشر ألبير كامو مجموعته الوحيدة من القصص القصيرة،» المنفى والملكوت«، وأنقل عن الناقدة آن مينور في كتابها» قصص قصيرة لألبير كامو«أن» المنفى والملكوت«هي مجموعة من القصص القصيرة التي كان الرأي النقدي فيها غير عادل إلى حد ما، يبدو لي أنها واحدة من الأعمال الرئيسية لتقدير كامو، ان الفكر والفن متأصل في تصور كامو للذات، ويلاحظ المرء بسهولة في القصص القصيرة ذاتًا ناشئة متنوعة ومعقدة. تتحدى الشخصيات الوصف المتجانس، والقصص نفسها هائلة».
كتب خيري منصور في صحيفة «القدس العربي» في 3 أبريل 2015: «مثلما تعدد المنفى ولم يعد ذا دلالة مكانية فقط فإن الملكوت أيضا تعدد، وهذه الثنائية من أكثر الثنائيات تعقيدا وإثارة للسجال، رغم أن اختزالها إلى البعد المكاني ـ الجغرافي فقط أغفل التاريخ والزمان وكذلك المنفى الميتافيزيقي الذي يجعل من الإقامة على هذه الأرض منفى لمن يحلم بالأبدية ... وحين كتب ألبير كامو مجموعة من القصص بعنوان» المنفى والملكوت«، فقد عبّر عن ثلاثة منافي بمقاربات مختلفة، فقصة» الفنان يعمل«المشحونة بحنين إلى العزلة تقدم فنانا يضطر إلى الإقامة في قفص معلّق على شجرة كي ينعم بوقته وحريّته، ورغم أنها قصة مُتخيّلة إلا أن هناك شاعرا أقام بالفعل في قفص معلّق على شجرة هو كمنجز ... والمنفى الثاني زماني لأن كامو بنزعته الهيلينية المتوسطية شغوف بالزمن الإغريقي الذي استلهم من أساطيره، أهم كتبه ومنها» أسطورة سيزيف«، والمنفى الثالث ميتافيزيقي لأنه يعبّر عن شوق مكبوت للانعتاق من نطاق الحياة بمعناها العضوي والتوحد مع الأبدية ... والمنافي منها ما هو طوعي وما هو قسري».
كتب موقع رفي: «أصبح كامو ضمير العصر الحاضر، ورواية هذه تعبر عن الأوضاع الرواقية الإنسانية تعبيرات مختلفة وقوية، وتؤكد هذه القصص العنيفة المحكمة أن» كامو«ليس مجرد انساني ساذج مغرور، بل أنه يقف في صفوف الملائكة كما يجب أن يقف، كما يعطي للشيطان حقه، فبساطة آراء ألبير كامو في هذه القصص الست، التي تحتوي عليها هذه الرواية، توضح عبقرية كامو في عرض الوضع في صورة دراماتيكية رائعة وفي قوته عندما يخلق المنظر والجو اللذين تعرض فيها هذه الصور».
كتب كلكامش نبيل على موقع «بيت البيوت»: «للكاتب لغة أدبيّة رائعة في وصف المشاعر والأشخاص والأماكن ... يصف كامو في هذه القصّة العلاقة بين العرب والفرنسيين في الجزائر، وأوضاع الفرنسيّين هناك بصورة عامّة، من خلال إستعراضه لواقع العزلة التي يعيشها ناظر مدرسة فوق أحد التلال ... في المدرسة يجد الرجل تهديدا على السبورة يتعهّده بالإنتقام لتسليمه رجل منهم. وفي تلك اللحظة يشعر الرجل بأنّ كل شيء حوله - في وطن ولادته - قد أصبح غريبا عنه الآن».
كتب ماهر حسن في صحيفة المصري اليوم في 26 يناير 2018: «عنوان الرواية» المنفى والملكوت«هو مصطلح فلسفى متداول وقد استخدمه الكاتب الفرنسي ألبير كامو ... والمصطلح يترجم الحياة بتفاصيلها بما فيها» المنفى«و» الملكوت«، فالحياة منفى إذا اعتبرناها الدنيا أو مجرد» رحلة عبور«وزدنا على ذلك أنها مغضوب عليها وكذلك فعلينا ألا نعطيها الاهتمام أو نعتبرها» ملكوتا«يمكننا الاستمتاع به في سياق الحرية والتقدم».
كتب حسونة المصباحي في صحيفة الشرق الأوسط السعودية في 6 يونيو 2002: «تحضر الجزائر مرة أخرى في مجموعة كامو الشهيرة» المنفى والملكوت«. ففي قصة» المرأة الزانية«تمضي الزوجة إلى الصحراء بصحبة زوجها في حافلة قديمة يغطيها الغبار وتعج بالفلاحين الغلاظ الكئيبين. وذات ليلة مرصعة بالنجوم، تكتشف جمال الكون، لكأن هذه المرأة هي كامو نفسه الذي اكتشف جمال الجزائر السري، عكس أولئك المعمرين والعسكريين الذين كانوا يعتبرون الجزائر بلداً جافاً وقذراً، غير أنهم يرفضون مع ذلك أن يتركوه حراً. وفي قصة» الرجال الصامتون«، تموت ابنة صاحب المعمل بمرض غريب. ويبدو موتها وكأنه عقاب لوالدها الجشع الذي يسلّط عذاباً يومياً على عماله المساكين. وأما قصة» الضيف«فهي برأيي أروع هذه القصص جميعاً، وفيها يروي البير كامو قصة معلم يعمل في مدرسة ريفية تقع عند سطح هضبة جرداء. وتدور الأحداث خلال الشتاء، وبسبب الثلج المتهاطل بغزارة يصعب على التلاميذ القدوم إلى المدرسة. وهكذا يظل المعلم دارو (هذا هو اسمه) وحيداً، ثم يأتي عسكري بعربي موثوق اليدين ويطلب منه أن يسلّمه إلى السلطات في القرية الأخرى. وبطبيعة الحال، يخاف المعلم ويبيت ليلته ساهراً محاولاً إيجاد حلّ للمأزق الذي وجد نفسه محبوساً فيه.. وفي الغد يصطحب المعلم دارو» ضيفه«العربي. وبعد أن يسير معه مسافة معينة، يطلب منه أن يختار بين اتجاهين: الشرق، حيث المدينة والبوليس، والجنوب، حيث الحرية والقبائل. غير أن» الضيف«العربي يختار الشرق، وعندما يعود دارو إلى المدرسة يجد الجملة التالية مكتوبة بخط غليظ على السبورة:» لقد سلمت أخانا إلى البوليس.. وسوف تدفع الثمن«. وتبدو هذه القصة كما يقول الناقد مورفان لوباسك كما لو أنها تجسيد حقيقي لمأساة كامو أمام المسألة الجزائرية».

فيلم "بعيدا عن الناس" 2014

قال «بهيج إسماعيل»، في حوار على موقع البوابة في أول ديسمبر 2017، بعد اتهامه باقتباس عنوان روايته «المنفى والملكوت»: «أنا كدارس فلسفة وقارئ أيضا لها لا أنفي ذلك؛ ولكن الأسم شامل للحياة ككل وليس ملكا لأحد؛ فالحياة كلها تتأرجح بين مفهومين هما» المنفى«و» الملكوت«فإما أن تكون منفى للإنسان إسما وفعلا وإما أن تكون ملكوتا له وبالمناسبة فنحن كتراث وإختيار قنعنا بالمفهوم الأول» المنفى«فاعتبرنا الحياة الدنيا عقابا أو مجرد» رحلة عبور«وزدنا على ذلك أنها مغضوب عليها وكذلك فعلينا ألا نعطيها الإهتمام اللازم فتخلفنا بينما هم في الغرب خاصة أمريكا فقد اعتبرتها» ملكوتا«وفي هذا الملكوت أمكن لهم أن يستمتعوا بالحياة والحرية والتقدم».

## الضيف في السينما
أصدرت السينما الفرنسية فيلم «بعيدا عن الناس» عام 2014 للمخرج الفرنسي دافيد أولهوفن، وسيناريو «انتوين لاكومبليز»، والمأخوذ عن قصة «الضيف» من المجموعة القصصية «المنفى والملكوت»، كتب الطاهر شرقاوي على موقع مبتدا في 25 يوليو 2016: «يتم تجسيد عالم» كامو«والتعبير عنه بشكل دقيق، بل والتعبير عن» كامو«نفسه، حيث توجد نقاط تشابه بين» دارو«في القصة وبين» كامو«في الواقع، فكلاهما ولد في الجزائر من أبوين عاشا ودفنا فيها، كما أنهما يعانيان من أزمة وجودية مع الحياة، وتتطابق وجهة نظرهما لأحداث الثورة الجزائرية وفكرة الاستعمار الفرنسي. في مشهد من الفيلم يقول» دارو«في أسى معبرا عن أزمته الخاصة وأزمة جيل من الفرنسيين المولودين في الجزائر، والذين يتكلمون اللغتين العربية والفرنسية، وبالتأكيد يمارسون تقاليد ثقافية واجتماعية مشتركة:» الفرنسيون يعتبروننا عربا، والعرب يعتبروننا فرنسيين«، إنها أزمة الهوية التي عانى منها الكثيرون في ذلك الوقت، وكان على الجميع» سواء الجزائريين أو الفرنسيين«الاختيار بين أحد طريقين لا ثالث لهما، إما الوقوف في جانب فرنسا والاستعمار، أو في جانب الثورة والجزائر، أما رفض العنف من كلا الجانبين والمطالبة بمنح الجزائريين حقوقهم فكان طريقا مرفوضا من الجميع، وهو ما اختاره بطل قصة كامو، ودفع ثمنه لدى كل الأطراف».

## وصلات خارجية
https://www.imdb.com/title/tt2936180/ المنفى والملكوت (رواية)
https://www.albawabhnews.com/2828219 المنفى والملكوت (رواية)
https://www.goodreads.com/book/show/22856163 المنفى والملكوت (رواية)
https://www.almasryalyoum.com/news/details/1250721 المنفى والملكوت (رواية)